# Прогресо (Уругвай)
Прогресо (исп. Progreso) — город в южной части Уругвая, на западе департамента Канелонес.

## География
Расположен примерно в 29 км от центра столицы страны, города Монтевидео.

## История
Прогресо был основан 15 ноября 1871 года. 11 декабря 1981 года получил статус города (Ciudad), согласно постановлению № 15.228.

## Население
По данным на 2011 год население города составляет 16 244 человека.
| Год  | Население |
| ---- | --------- |
| 1963 | 7010      |
| 1975 | 9612      |
| 1985 | 11 244    |
| 1996 | 14 471    |
| 2004 | 15 775    |
| 2011 | 16 244    |

Источник: Instituto Nacional de Estadística de Uruguay